# Залесская половина
Зале́сская полови́на (Залесье) — одна из двух половин Шелонской пятины Новгородской земли. Во время существования писалась с одним «с» — Залеская половина.
Эта половина была так названа по старинной территории, лежащей между Псковом и Новгородом — Залесью, впервые упоминаемой в 1408 году, в связи с нападением на эти земли войск магистра Ливонского ордена.

«А местеръ в то время ходил по Демяничи и по Залесию, и много пакости оучиниша, и Новогородской волости много повоеваша, и до Кошькина городка гонячися, изсекоша мужей и жен много, а инех во свою землю поведоша; а новогородцы о всем том нерадиша; и ходиша по власти Псковской две недели.»
В 1431 году Залесье упоминается в связи со строительством на этих землях псковского города Выбора.
Судя по писцовой книге Шелонской пятины Новгородской земли письма Матвея Ивановича Валуева 1497/98 года, к Залесью принадлежали погосты: Щирский, Хмерский, Быстреевский и Сумерский, а по писцовой книге 1498/99 года ещё и Щепецкий.
О существовании Залесской половины известно с 7047 (1538/39) года, когда Шелонскую пятину впервые описывали по двум частям. Переписчиками Зарусской половины были Григорий Васильевич Собакин и Третьяк Леонтьев сын Глебов, а Залесской — Семен Васильевич Квашня Свербеев. При этом составленная Квашнёй Свербеевым писцовая книга к настоящему времени не сохранилась, а её отрывки дошли ныне в виде нескольких выписок из дел Поместного Приказа по отделу в поместья и из текстов более поздних писцовых книг, например, из текстов писцовой книги письма Леонтия Аксакова и подьячего Алексея Молахова.
Однако, топоним Залесье некоторое время ещё существовал. Например, в книге записей Софийской пошлины 7085 1576/77 года упоминаются, в частности, в Залесье погосты Бельский, Лосицкий, Хмерский, Лядский.
Наиболее часто термин Залесская половина начал употребляться с 1580-х годов, что было связано с деятельностью выборных губных старост этой половины — Семеном Горяиновым и Борисом Мякининым. Так, 1585/86 годом датируется первая из сохранившихся платёжных книг сбора этих лиц.
В 1595 году на территории половины был проведён дозор и обыск порозжих (бесхозных пустующих) земель в половине подьячими Степаном Собакиным, Суботой Никифоровым и Кузьмой Вяским. Судя по нему, к Залесской половине принадлежали в это время следующие погосты: Бельский (Дмитриевский на оз. Сядемере), Березский, Боротинский, Быстреевский, Вшельский, Дремяцкий, Дубровенский, Косицкий, Которский, Логовежский, Лосицкий, Лубинский, Ляцкий, Опоцкий, Павский, Передольский, Петровский, Ручьевский, Сабельский, Турский, Фроловский, Хмерский, Щепецкий, Щирский, а также Прибужский погост, в котором обыскные работы не проводились. При этом были выявлены случаи присваивания денег губным Борисом Мякининым.

«(л.268об.)[…] А на 102-й год на яр, и к нынешнему 103-му году на рож положил оброчную за Борисовою печатью Мякинина, а в оброчной написано: 102-го году Борис Мякинин отдал в Лятцком погосте Лутку Григорьеву сыну, Григорьеву (к) Тулубьева, (в пус) в Люхове Подрябинье пол обжи ко 103-му году рож сеяти; да (в пус) в Лучках четь обжи во 102-м году яр сеяти; оброк взят по указу. А в розпросе Лутко сказал: дал оброку с тех (пус) губному старосте Борису Мякинину дватцать пять алтын. А в оброчных книгах написано: (в пус) в Люхове Подрябинье пол обжи Григорьеву (к) Тулубьева Лутку Григорьеву ко 103-му году (л.269) рож сеяти, оброку взято четыре алтына з денгою; да (в пус) в Лучках четь обжи яр сеяти тому ж Лутку, оброку взято два алтына. И в оброчных книгах губных старост недописано в дву годех по скаске дватцати пяти алтын.»
Возможно поэтому, уже в 1596 году в Залесской половине во главе стоят уже новые выборные губные старосты — Паук Косицкий и Федор Вельяминов. После, в 1612 году их заменили Симон Блажонков и Гаврил Мякинин.
Из последней писцовой книги Шелонской пятины письма князя Василия Волконского и подьячего Василия Андреева 1627—1629 годов сохранились до нашего времени описания следующих погостов Залесской половины: Бельский, Березский, Быстреевский, Дремяцкий, Дубровенский, Косицкий, Которский, Логовежский, Лосицкий, Ляцкий, Опоцкий, Павский, Передольский, Петровский, Прибужский, Ручьевский, Сабельский, Фроловский, Хмерский, Щепецкий и Щирский.
Судя по заголовкам к исповедным росписям, Залесская половина была упразднена с введением новых губерний во времена Екатерины II, в конце 1770-х начале 1780-х годов.